# Astrophytum
Astrophytum  este un gen de cactus cu patru specii native din sudul Statele Unite- Texas și Mexic.

## Specii

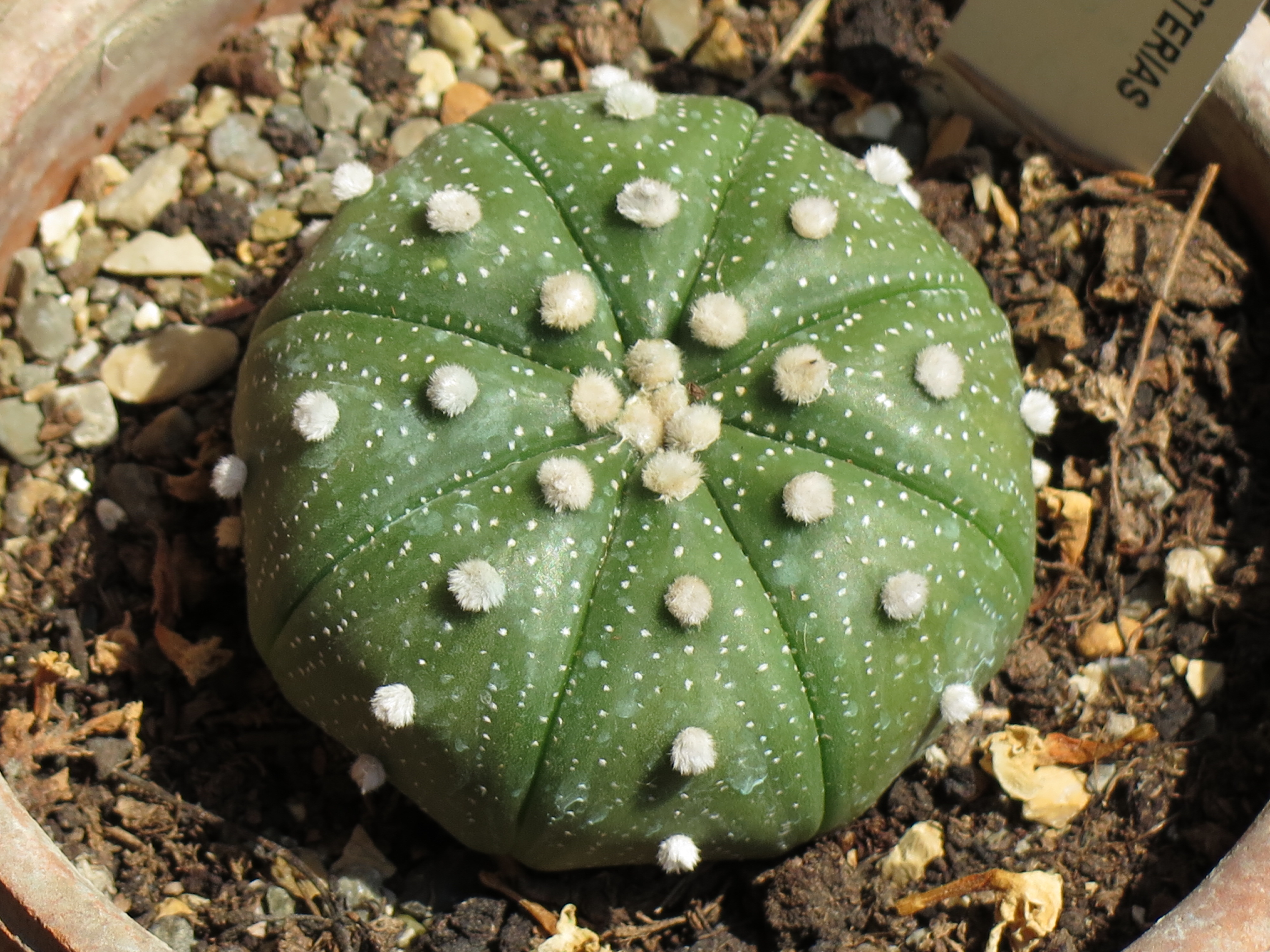
Astrophytum asterias
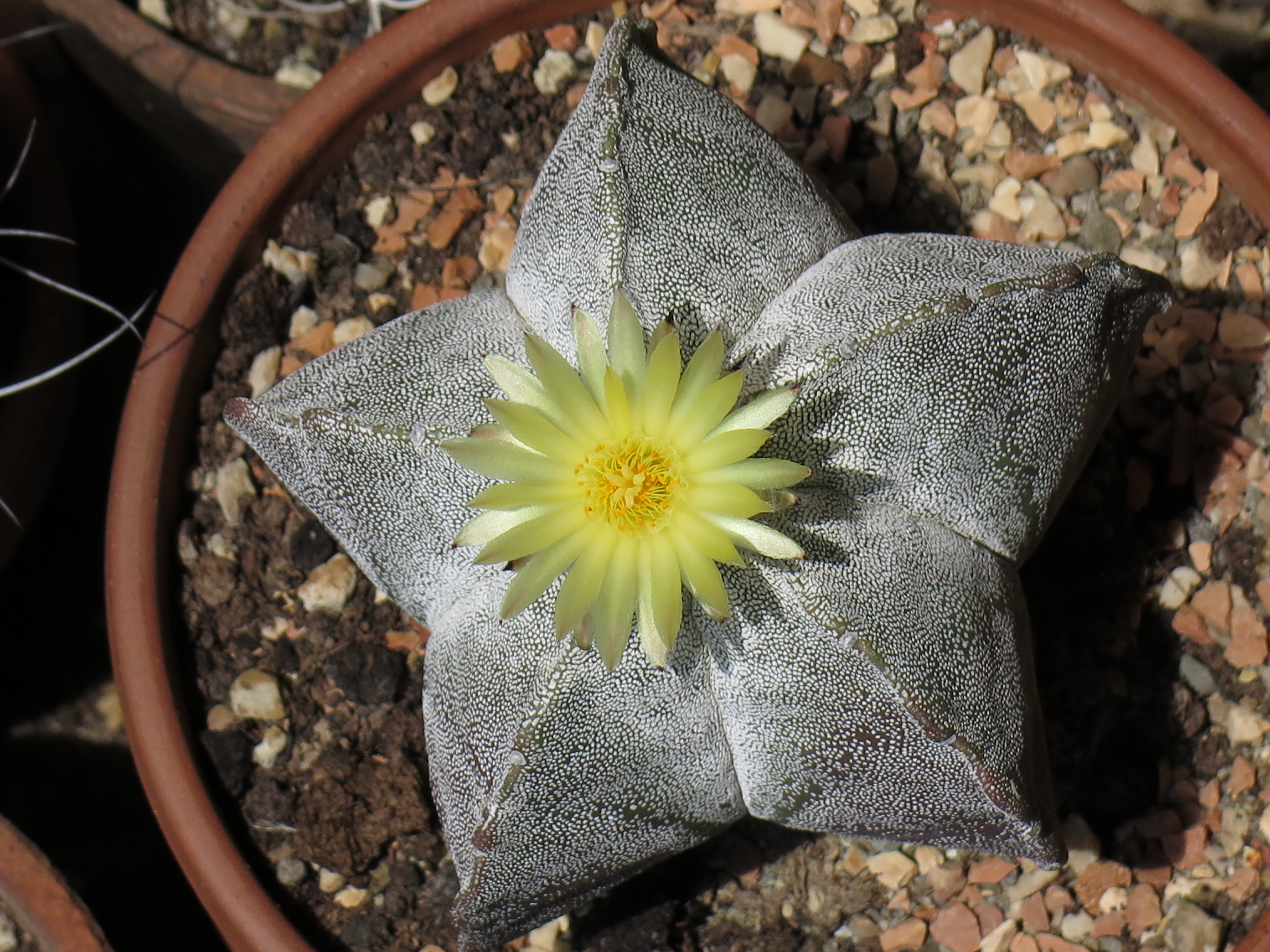
Astrophytum capricorne
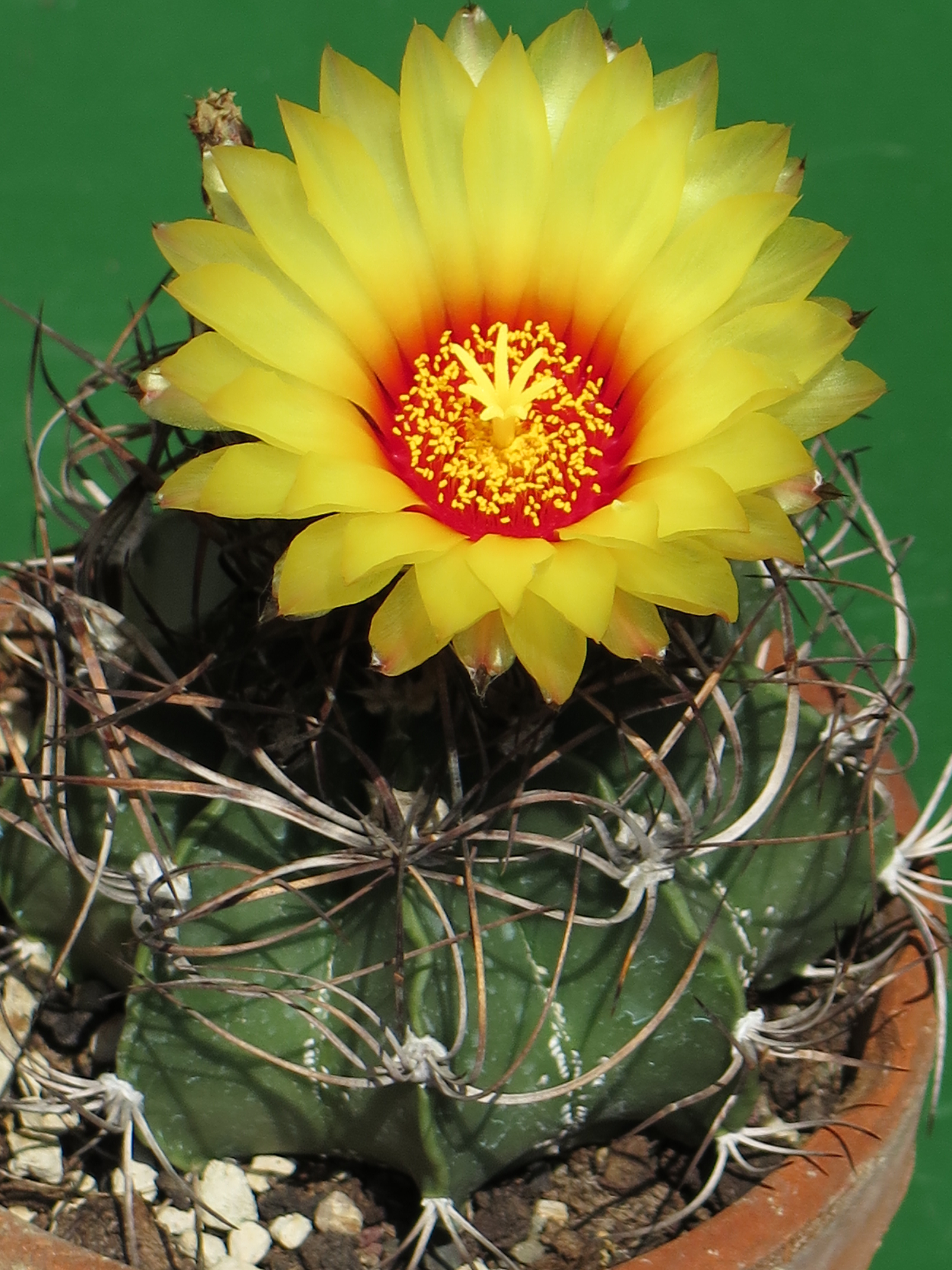
Astrophytum myriostigma
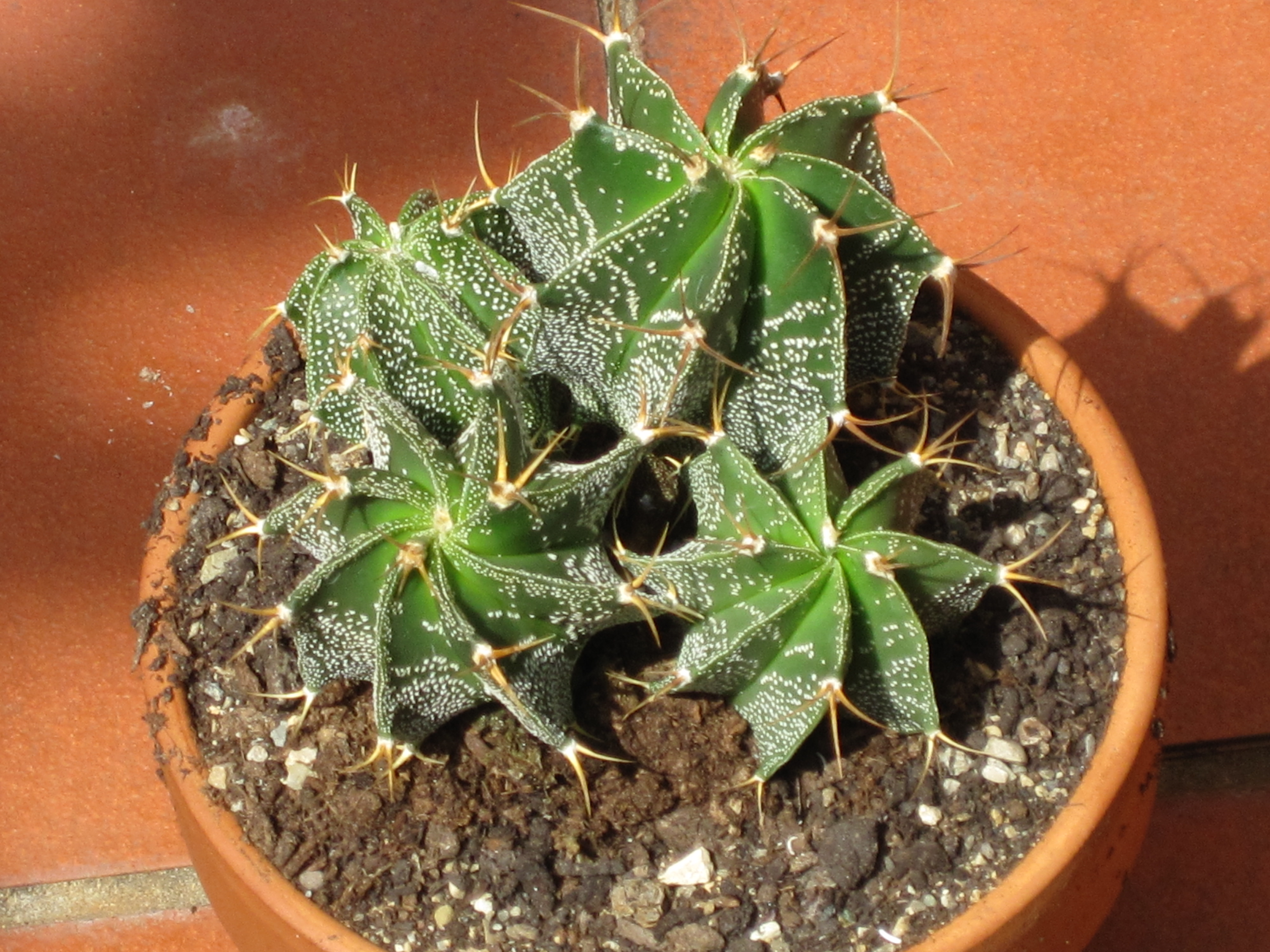
Astrophytum ornatum
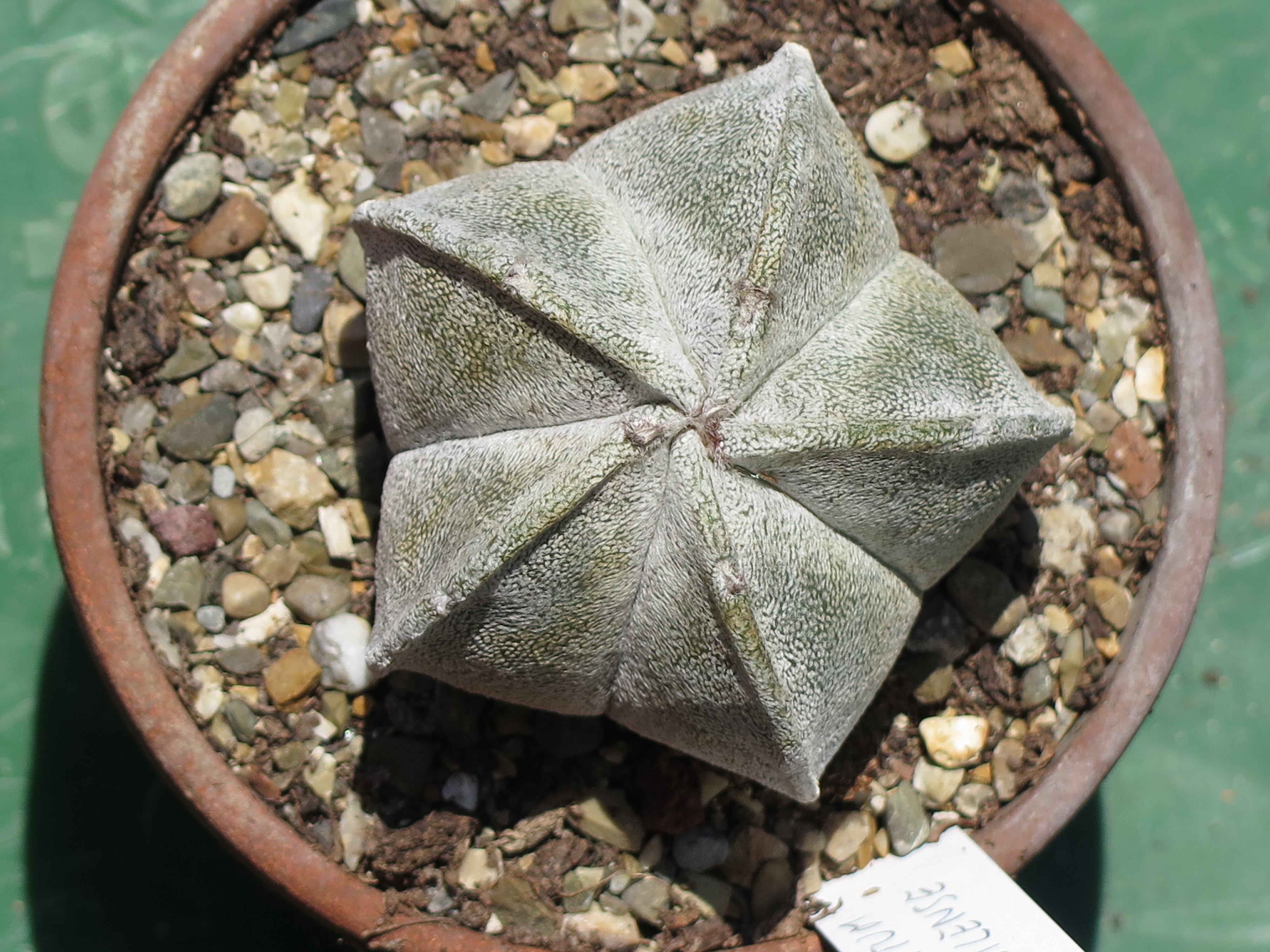
Astrophytum coahuilense